# Freak Perfume
Freak Perfume é um álbum de estúdio da banda alemã de electrogoth Diary of Dreams, lançado em 2002.

## Faixas
1. Traum:A - 6:09
2. The Curse - 5:34
3. O'Brother Sleep - 4:59
4. Chrysalis - 6:00
5. Traumtänzer - 4:46
6. Rebellion - 5:38
7. Bastard - 4:30
8. Amok - 5:12
9. She - 4:34
10. Verdict - 6:40
11. Play God! - 4:58
12. She And Her Darkness - 5:39
13. The Curse (Freak-Edit) - 4:40
14. Stranger Than Rebellion - 2:53

## Créditos
- Masterizado por - Rainer Assmann, Christian Zimmerli e Adrian Hates
- Produzido por Adrian Hates
- Outras funções Martin Hopfengart , Stefan Könnecke , [Os]mium
- Letras e músicas por Adrian Hates